# بطولة العالم للكرة الطائرة تحت 19 سنة 1999
بطولة العالم للكرة الطائرة تحت 19 سنة 1999 هي البطولة السادسة من بطولة العالم للكرة الطائرة تحت 19 سنة [الإنجليزية] والتي أقيمت في الرياض، خلال الفترة من 16 إلى 24 سبتمبر 1999.

## الترتيب النهائي
| المرتبة | الفريق              |
| ------- | ------------------- |
| الأول   | روسيا               |
| الثاني  | فنزويلا             |
| الثالث  | بولندا              |
| 4       | السعودية            |
| 5       | أوكرانيا            |
| 6       | كوريا الجنوبية      |
| 7       | البرازيل            |
| 8       | جمهورية التشيك      |
| 9       | تونس                |
| 9       | اليابان             |
| 9       | الصين               |
| 9       | فرنسا               |
| 13      | سلوفاكيا            |
| 13      | المكسيك             |
| 13      | الجزائر             |
| 13      | جمهورية الدومينيكان |

| هذه بذرة مقالة عن الكرة الطائرة وما يتعلق بها بحاجة للتوسيع. فضلًا شارك في تحريرها. |